# Крубиці-Старі
Крубиці-Старі (пол. Krubice Stare) — село в Польщі, у гміні Бульково Плоцького повіту Мазовецького воєводства.
Населення — 127 осіб (2011).
У 1975-1998 роках село належало до Плоцького воєводства.

## Демографія
Демографічна структура станом на 31 березня 2011 року:
|          | Загалом | Допрацездатний вік | Працездатний вік | Постпрацездатний вік |
| -------- | ------- | ------------------ | ---------------- | -------------------- |
| Чоловіки | 63      | 12                 | 40               | 11                   |
| Жінки    | 64      | 5                  | 38               | 21                   |
| Разом    | 127     | 17                 | 78               | 32                   |